# Ga bảo tàng quốc gia Gimhae
Ga bảo tàng Quốc gia Gimhae (tiếng Hàn: 박물관역; Hanja: 博物館驛) là một ga của Tuyến BGLRT của Busan Metro ở Nae-dong, Gimhae, Hàn Quốc.

## Liên kết
- (tiếng Hàn) Thông tin ga từ Tổng công ty vận chuyển Busan